# Баловнев, Иван Павлович
Иван Павлович Баловнев (1901 ― 1981) ― советский учёный, врач-терапевт, кандидат медицинских наук, доцент Смоленского государственного педагогического института, заслуженный врач РСФСР.

## Биография
Иван Павлович Баловнев родился 5 октября 1901 года в деревне Бороденки (ныне — Смоленский район Смоленской области) в семье крестьянина. Участвовал в Гражданской войне. В 1929 году окончил медицинский факультет Смоленского государственного университета (впоследствии выделенный в Смоленский государственный медицинский институт), в 1933 году — аспирантуру по кафедре госпитальной терапии, после чего преподавал на этой кафедре.
В годы Великой Отечественной войны служил начальником военного госпиталя, был тяжело ранен. Был уволен в запас в звании майора медицинской службы. Вернувшись в Смоленск, продолжал преподавать на кафедре госпитальной терапии Смоленского государственного медицинского института. В 1948 году защитил диссертацию на соискание учёной степени кандидата медицинских наук, в 1949 году был утверждён доцентом. В 1951—1967 годах был заведующим кафедрой госпитальной терапии.
Опубликовал более 40 научных работ по методике диагностики и лечения заболеваний внутренних органов: сахарного диабета, ревматизма, септического эндокардита и других. Являлся научным руководителем трёх кандидатских диссертаций. На протяжении ряда лет избирался председателем Смоленского областного научного общества терапевтов.
Скончался 27 апреля 1981 года, похоронен на Аллее Почёта Нового кладбища Смоленска.
Удостоен звания заслуженного врача РСФСР (03.08.1970). Был награждён орденами Трудового Красного Знамени (27.10.1953), Отечественной войны 2-й степени (16.03.1945), двумя орденами Красной Звезды (06.10.1943, 28.10.1967), рядом медалей, Почётной грамотой Президиума Верховного Совета РСФСР.